# Cratere Catullus
Catullus  è un cratere sulla superficie di Mercurio.